# 윌슨주의

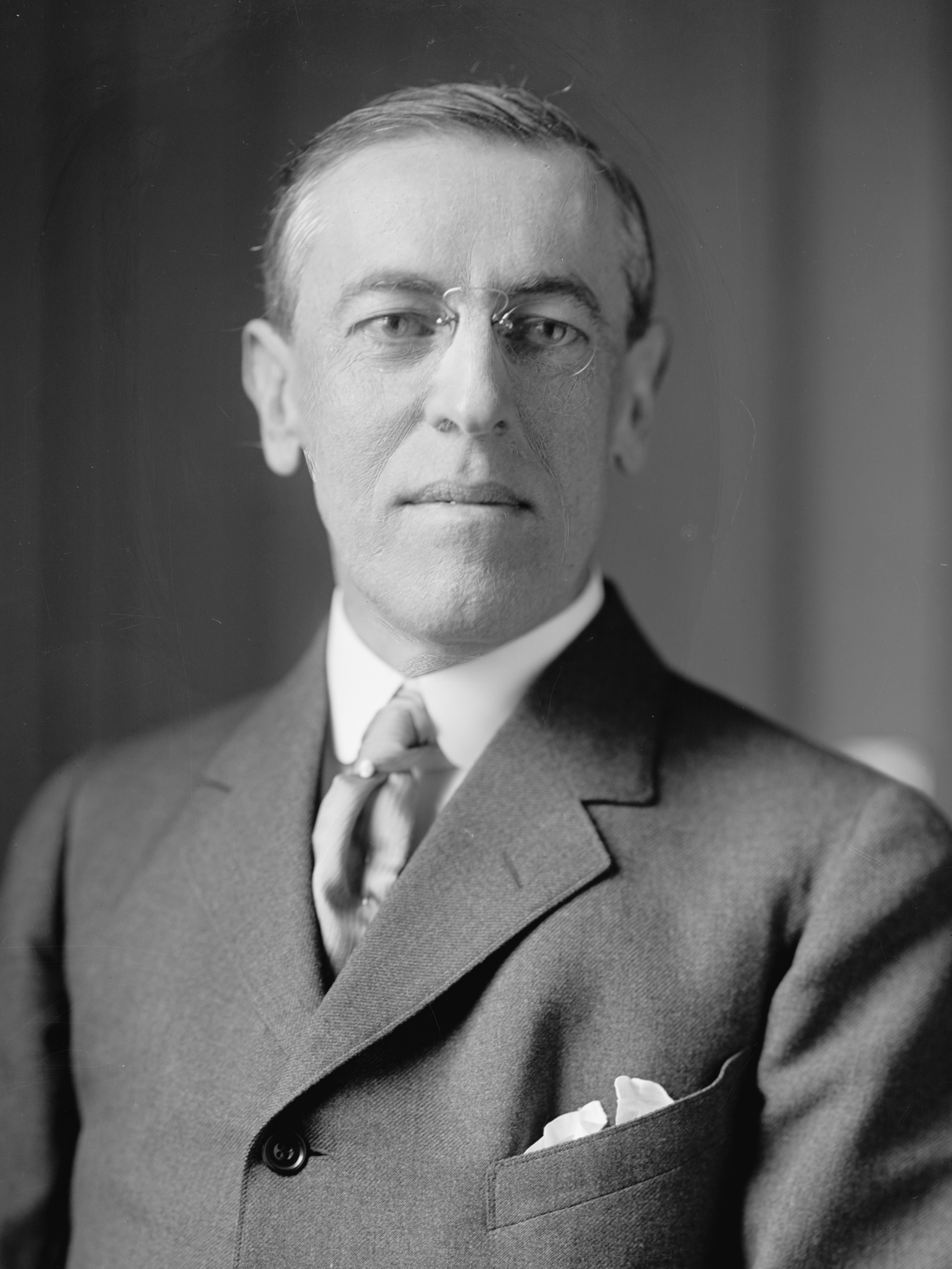
윌슨주의의 명칭이 유래한 우드로 윌슨

윌슨주의( - 主義, 영어: Wilsonianism, Wilsonian idealism)는 미국의 제28대 대통령인 우드로 윌슨이 제창한 외교 정책, 이념적 접근법을 뜻한다. 윌슨은 1918년 1월 제1차 세계 대전을 종결하고 세계 평화를 증진하기 위한 기초로서 그의 유명한 14개조 평화 원칙을 발표했다. 윌슨은 국제 사회가 전쟁을 피하고 적대적 침략을 종식시킬 수 있도록 국제연맹의 주요 옹호자였다. 윌슨주의는 자유 민주주의적 국제주의의 한 형태이다. 윌슨주의는 현재까지 미국의 국제적 경찰국가의 역할을 충실히 해오는데 많은 정당성을 부여해왔다. 자신의 외교적 정책과 이념적 접근법이 세계 평화를 가져올 수 있다고 믿었다. 윌슨주의는 이상주의적이며 민족 자결, 자본주의, 자유민주주의, 인간의 존엄성의 가치와 확산을 중요시한다. 또한 폐쇄주의에 반대한다. 이 이념은 신보수주의의 외교적 이론에 대해 크게 차지한다. 윌슨주의는 프롤레타리아 국제주의, 프롤레타리아 민주, 공산주의 민족해방론을 주장한 레닌주의와는 대척점에 있다고 볼 수 있다.

## 원칙
윌슨주의와 자주 연관되는 일반적인 원칙들은 다음과 같다.
- 민주주의 확산 옹호.[2] 앤마리 슬로터는 윌슨이 "민주주의가 자결로부터 나올 것"이라고 기대하고 희망했지만, "민주주의를 직접 확산시키려 한 적은 없었다"고 썼다.[3] 슬로터는 윌슨의 국제연맹이 특히 소규모 국가들이 "자결권을 행사할 수 있는 높은 장벽" 역할을 함으로써 자유와 민주주의를 육성하려는 의도였지만, 윌슨은 미국이 외국의 민주주의를 "지시"하거나 "형성"하기 위해 적극적으로 개입할 것이라고 예상하지 않았다고 썼다.[3]
- 분쟁 해결을 위한 회의 및 기구, 특히 국제연맹 및 유엔.[4]
- 민족 자결권 강조.[5][6]
- 자본주의 확산 옹호.[7]
- 집단안전보장 지지, 그리고 적어도 부분적으로는 미국 고립주의 반대.[8]
- 공개 외교 지지 및 비밀 조약 반대.[8][9]
- 항해의 자유 및 공해의 자유 지지.[8][10]
- 민주주의 국가의 외교 정책은 국민들이 본질적으로 평화를 사랑하기 때문에 도덕적으로 우월하다는 믿음.[11]

역사가 조안 호프는 "오늘날에도 '정상적인' 윌슨주의가 무엇인지는 논란의 여지가 있다. 어떤 이들에게는 자결권 준수에 기반한 '고무적인 자유주의적 국제주의'이고, 다른 이들에게는 윌슨주의가 '전 세계 인도주의적 개입의 모범'이며, 미국의 외교 정책을 신중하게 정의되고 제한된 무력 사용의 전형으로 만든다"고 썼다. 아모스 펄뮤터는 윌슨주의를 집단안전보장, 공개 외교, 자본주의, 미국 예외주의, 자유롭고 열린 국경을 지지하며 혁명에 반대하는 "자유주의적 국제주의, 자결권, 불개입, 인도주의적 개입"으로 동시에 구성된다고 정의했다.
시카고 대학교 정치 이론가 아돔 게타추에 따르면, 윌슨의 자결권 개념은 다른 사람들이 이전에 다른 의미를 부여했던 사상을 재구성한 것이었다. 윌슨의 자결권 개념은 "사실상 자결권을 인종적으로 차등화된 원칙으로 재정의했으며, 이는 제국주의적 통치와 완전히 양립할 수 있었다."

## 윌슨주의적 순간
윌슨주의적 순간은 제1차 세계 대전 이후 식민지 세계의 많은 사람들이 서구 열강을 정점에 두고 세계의 나머지 대부분을 소외시켰던 전전 세계 질서가 해체되고 비유럽 국가들이 정당한 자리를 얻을 때가 왔기를 바랐던 시기였다. 에레즈 마넬라는 윌슨주의적 순간의 핵심 역사가로, 이집트의 윌슨주의적 순간에 대한 사례 연구를 포함하여 이 주제에 대한 작업을 수행했다. 한국, 중국, 인도에서 윌슨주의적 순간에 대한 사례 연구를 포함한다. 그는 아시아와 아프리카에서 윌슨주의의 중요성이 학자들로부터 거의 주목받지 못했다는 사실을 다루고자 했다. 식민지 세계의 반응은 주로 윌슨이 1918년 1월 8일 발표한 14개조 평화 원칙 연설의 결과였다. 이 연설에서 윌슨은 "대국과 소국 모두에게 정치적 독립과 영토 보전을 상호 보장하기 위한" "국가들의 일반적인 연합"을 주장했다. 그는 1918년 2월 8일 미국 의회에 대한 후속 연설에서 전후 평화 정착에서 "민족적 열망은 존중되어야 한다"며 국민들은 "자신의 동의에 의해서만" 통치될 수 있다고 선언했다. 자결은 "단순한 문구가 아니라" "행동의 필수적인 원칙"이었다.
윌슨의 말은 전 세계 곳곳의 소외된 민족들 사이에 강렬한 낙관주의와 희망의 분위기를 불러일으켰다.  에레즈 마넬라는 파리 강화 회의 직전인 1918년 12월에 윌슨이 "거의 초월적인 의미의 인물"이었다고 주장한다. 윌슨의 수사는 인도 민족주의자 가네쉬 샹카르 비디아르티에게 "현대 자유의 사도"로 칭송받은 인도를 포함한 아시아 국가들과, 윌슨의 말이 중국의 국내외 상황을 개선할 중요한 기회로 여겨진 중국에 분명히 영향을 미쳤다. 마넬라에 따르면, 아시아의 많은 사람들은 윌슨이 동양과 서양의 격차를 줄이는 새로운 국제 질서를 형성할 수 있고 그렇게 할 의도가 있다고 믿었다. 이집트에서는 윌슨의 자결 옹호가 이집트가 영국의 지배에서 벗어나 스스로를 통치할 기회를 얻을 수 있을 것이라는 희망으로 이어졌다. 사라 클레어 던스턴의 연구 또한 윌슨의 수사가 아프리카계 미국인과 같은 미국 내 소외된 집단에 영향을 미쳤음을 보여준다. 아프리카계 미국인 공동체와 같은 참정권 박탈된 집단의 구성원들은 열광적이었고, 일부 구성원들은 다양한 식민지 국가의 민족들처럼 자결을 위한 자신들의 주장을 내세울 기회가 생겼다고 느꼈다.
윌슨이 일으킨 자결에 대한 모든 희망은 1919년 6월 28일 베르사유 조약이 체결되면서 곧 사라졌다. 베르사유 조약은 식민 체제를 파괴하지 않았고, 식민지 세계의 상당 부분은 환멸에 빠졌다. 마넬라는 이로 인해 1919년 이집트 혁명, 중국의 5·4 운동, 인도의 마하트마 간디의 비폭력 저항 운동, 한국의 3·1 운동을 포함한 다양한 소외된 국가에서 폭력적인 시위 운동이 일어났다고 주장한다.

## 영향
역사가 데이비드 케네디는 1914년 이래 미국의 외교 관계가 프랭클린 D. 루스벨트와 헨리 키신저로 대표되는 현실주의에 의해 다소 조정되었을지라도 윌슨주의 이상주의에 기반을 두고 있다고 주장한다. 케네디는 윌슨 이후 모든 대통령이 "윌슨주의의 핵심 원칙을 수용했다. 닉슨 자신도 윌슨의 초상화를 백악관 내각실에 걸었다. 윌슨의 사상은 21세기에도 미국 외교 정책을 계속 지배하고 있다. 9/11 이후 그 사상은 오히려 더 큰 활력을 얻었다."라고 주장한다.
윌슨은 놀라울 정도로 유능한 작가이자 사상가였으며, 그의 외교 정책은 세계를 형성하는 데 깊은 영향을 미쳤다. 외교사학자 월터 러셀 미드는 다음과 같이 말했다.
윌슨의 원칙은 베르사유 체제의 쇠퇴를 견뎌냈고 오늘날에도 유럽 정치에 영향을 미치고 있다. 자결, 민주 정부, 집단 안보, 국제법, 그리고 국제 연맹. 윌슨은 베르사유에서 원하는 모든 것을 얻지 못했고, 그의 조약은 상원에서 비준되지 않았지만, 그의 비전과 외교는 좋든 나쁘든 20세기의 분위기를 조성했다. 프랑스, 독일, 이탈리아, 영국은 윌슨을 비웃었을지 모르지만, 이들 국가 모두 오늘날 윌슨주의적 노선을 따라 유럽 정책을 수행한다. 한때 공상적인 것으로 치부되었던 것이 이제는 근본적인 것으로 받아들여진다. 이는 결코 작은 업적이 아니었으며, 20세기의 어떤 유럽 정치가도 그만큼 지속적이고 온화하며 광범위한 영향을 미치지는 못했다.

## 같이 보기
- 이상주의
- 신보수주의
- 현실주의
- 인권
- 개방 정책
- 자유국제주의
- 제1차 세계 대전의 외교사
- 자유의 제국
- 국제 관계 (1919년-1939년)
- 국민 형성

## 관련 서적
- 《The Peace of Illusions: American Grand Strategy》(크리스토퍼 레인, 2006년 저작)
- Ambrosius, Lloyd E. Wilsonianism: Woodrow Wilson and His Legacy in American Foreign Relations (Palgrave Macmillan, 2002).
- Cotton, James. "A century of Wilsonianism: a review essay." Australian Journal of Political Science 53.3 (2018): 398–407.
- Fromkin, David. "What Is Wilsonianism?" World Policy Journal 11.1 (1994): 100-111 online.
- 이켄베리, G. 존, 토마스 J. 녹, 앤마리 슬로터 & 토니 스미스. The Crisis of American Foreign Policy: Wilsonianism in the Twenty-first Century (프린스턴 대학교 출판부, 2009).
- 레인, 크리스토퍼. The Peace of Illusions: American Grand Strategy from 1940 to the Present (Cornell Studies in Security Affairs) (코넬 대학교 출판부, 2000).
- McAllister, James. Wilsonian Visions (코넬 대학교 출판부, 2021).
- Menchik, Jeremy. "Woodrow Wilson and the Spirit of Liberal Internationalism." Politics, Religion & Ideology (2021): 1-23.
- Nichols, Christopher McKnight. "The Wilson legacy, domestic and international." in A Companion to Warren G. Harding, Calvin Coolidge, and Herbert Hoover (2014) pp: 7-33.
- Ninkovich, Frank. "4 The Wilsonian Anomaly; or, The Three Faces of Wilsonianism." in The Global Republic (시카고 대학교 출판부, 2021) pp. 96–118.
- Perlmutter, Amos. Making the world safe for democracy: A century of Wilsonianism and its totalitarian challengers (노스캐롤라이나 대학교 출판부, 1997).
- Smith, Tony. Why Wilson Matters: The Origin of American Liberal Internationalism and Its Crisis Today (2019) excerpt
- Thompson, John A. "Wilsonianism: the dynamics of a conflicted concept." International Affairs 86.1 (2010): 27–47.
- Throntveit, Trygve. "Wilsonianism." in Oxford Research Encyclopedia of American History (2019).
- Throntveit, Trygve. Power without Victory: Woodrow Wilson and the American Internationalist Experiment (2017)